# بروق أيبيري
البروَق الأيبيري (باللاتينية: Asphodelus bento-rainhae) نوع نباتي يتبع جنس البروَق من الفصيلة البروَقية.

## الموئل والانتشار
ينتشر في البرتغال وإسبانيا.

## مرادفات غير مقبولة للاسم العلمي
- (باللاتينية: Asphodelus bento-rainhae P. Silva subsp. bento-rainhae)
- (باللاتينية: Asphodelus bento-rainhae subsp. salmanticus Z. Díaz & Valdés)